# For You (Daniel-Lopes-Album)
For You (deutsch: „Für Dich“) ist das erste und gleichzeitig einzige Studioalbum des deutschen Pop-Sängers Daniel Lopes. Es wurde am 24. Februar 2003 durch Far Music veröffentlicht. Zwei der Lieder schrieb Lopes selbst, zum einen den Titel I Will Never Stop und zum anderen den Song In the Night (I Miss You), welcher nur auf der DVD, die im Sommer desselben Jahres erschien, zu hören ist. Zudem befindet sich das Musikvideo zur Single Shine On als Bonus auf dem Album.

## Titelliste
Die folgende Tabelle gibt Aufschluss darüber, welcher Songschreiber und welcher Produzent an welchem Lied gearbeitet hat.
| Nr. | Titel                                            | Dauer | Komponisten (en)                                        | Produzent    |
| --- | ------------------------------------------------ | ----- | ------------------------------------------------------- | ------------ |
| 1   | Kiss on My List                                  | 3:49  | Daryl Hall, Janna Allen                                 | Frank Farian |
| 2   | Shine On                                         | 3:56  | Fredrik Thomander, Anders Wikström                      | Frank Farian |
| 3   | You’re Not Invisible                             | 3:38  | Thoms Ahlstrand, Richard Anderson                       | Frank Farian |
| 4   | By Heart (Daniel Lopes feat. Norissa)            | 3:38  | Deviller                                                | Frank Farian |
| 5   | Summer Angel (Daniel Lopes feat. No Mercy)       | 3:47  | Marty Cintron, Franz Farian, On Q                       | Cintron      |
| 6   | Super Girl                                       | 3:22  | Mart                                                    | Frank Farian |
| 7   | I Love You More Than Yesterday                   | 3:33  | Frank Farian, Christina Johansen, Harald Baierl         | Frank Farian |
| 8   | Boy I’m Gonna Miss You (Daniel Lopes feat. Gift) | 3:45  | Frank Farian, Peter Bischof-Fallenstein, Dietmar Kawohl | Frank Farian |
| 9   | I Will Haunt You                                 | 3:20  | Thoms Ahlstrand                                         | Frank Farian |
| 10  | Tricky, Tricky                                   | 3:17  | Fredrik Thomander, Anders Wikström                      | Frank Farian |
| 11  | I Love You all the Way                           | 4:04  | Marcus Englof, Leif Sundin                              | Frank Farian |
| 12  | I Will Never Stop                                | 3:30  | Daniel Lopes                                            | Frank Farian |
| 13  | Dedicate                                         | 3:20  | Sven K.                                                 | Frank Farian |
| 14  | Shine On (Musikvideo)                            | 3:56  | Fredrik Thomander, Anders Wikström                      | Frank Farian |

## Singleauskopplungen

### Shine On
Als Debütsingle erschien das Stück Shine On am 17. Februar 2003. Der Song stieg am 3. März auf Platz 14 in den deutschen Charts ein und hielt sich dort neun Wochen. In Österreich platzierte sich die Auskopplung auf Rang 52, nachdem das Stück am 23. März in die Charts eintrat. Hier war der Titel nach vier Wochen nicht mehr in den offiziellen Verkaufscharts. In der Schweiz stieg das Lied am 16. März 2003 in die Hitparade ein und erreichte Position 87. Zwei Wochen war Shine On hier in der Chartwertung vertreten. Gedreht wurde das Video zum Song an einem Tag in Florida in den USA. Die Regie führten Frank Farian und Michael Bröllochs. Aufgenommen wurden alle Szenen von Chuck Ozeas.

### I Love You More Than Yesterday
Als zweite Singleauskopplung erschien am 20. Juni 2003 der Titel I Love You More Than Yesterday. Er stieg am 14. Juli 2003 in die deutschen Singlecharts ein und belegte dort Rang 95 für zwei Wochen. Am 28. Juli fiel das Lied aus der Chartwertung heraus. Auch dieses Video wurde in Florida gedreht, wobei Chuck Ozeas für die Aufnahmen zuständig war. Bröllochs und Farian waren bei diesem Videodreh die Regisseure.

## Verfilmungen

### Musikvideos
Um das Album zu unterstützen, wurden insgesamt acht Musikvideos gedreht. Zu den Titeln I Will Never Stop, I Love You More Than Yesterday, In the Night, By Heart, You’re Not Invisible, Shine On, Summer Angel und Supergirl gibt es Videoclips. Alle Videos wurden in Miami gedreht.

### DVD
Am 25. August erschien die DVD For You: On Paradise Island im deutschsprachigen Raum. Diese DVD erschien zum Sat.1-Film Sein Leben – Seine Songs. Sie beinhaltet die Titelliste des Albums in vertauschter Reihenfolge sowie das Bonusstück In the Night (I Miss You).
1. Summer Angel (3:47)
2. Shine On (3:56)
3. I Love You More Than Yesterday (3:33)
4. By Heart (3:38)
5. I Will Never Stop (3:30)
6. Tricky, Tricky (3:17)
7. Boy I’m Gonna Miss You (3:45)
8. Super Girl (3:22)
9. You’re Not Invisible (3:38)
10. I Will Haunt You (3:20)
11. I Love You all the Way (4:04)
12. Dedicate (3:20)
13. Kiss on My List (3:49)
14. In the Night (I Miss You)[17]

## Chartplatzierungen
Das Album For You stieg am 31. März in die deutschen Charts ein und belegte Platz 35. Die CD hielt sich hier vier Wochen in der Chartwertung. In der Schweiz erreichte Lopes’ Debütalbum Rang 88. Hier war das Studioalbum eine Woche vertreten.
| ChartsChartplatzierungen | Höchstplatzierung | Wochen |
| ------------------------ | ----------------- | ------ |
| Deutschland (GfK)        | 35 (4 Wo.)        | 4      |
| Schweiz (IFPI)           | 88 (1 Wo.)        | 1      |